# Красный Чикой
Кра́сный Чико́й — село, административный центр Красночикойского района Забайкальского края. Центр сельского поселения «Красночикойское».

## География
Село расположено на правом берегу реки Чикой в 561 километре к юго-западу от Читы (по автодороге), в 148 километрах к югу от Петровска-Забайкальского.

## Климат
Интересно, что в октябре 2016 года в Красном Чикое отмечен абсолютный рекорд минимальной температуры октября, впервые температура понизилась до −28.2 С, тогда как в июле и августе того года наоборот впервые произошло повышение температуры до +39.3 С и +38.8 С, а самая высокая температура в первом полугодии в Красном Чикое была отмечена в июне 2010 года, +38.4 С. При этом абсолютные минимумы ноября и марта равны −39.3 С и −39.5 С, а в декабре 1961 года температура в Красном Чикое понижалась до −47.1 С, в точности как и в Перми на 17 лет позже.

## История
Ранее населённый пункт носил название Красный Яр, по месту расположения вблизи обрывистого берега реки Чикой.
До Октябрьской революции — центр Красноярской волости Верхнеудинского уезда. Основан русскими землепроходцами в 1670 году, поселившимися на Чикое из-за обилия соболя. Так же здесь проживали буряты. Позже, с 1754 года — старообрядцы-семейские, занимавшиеся землепашеством, заготовкой кедровых орехов, обжигом извести, выгонкой дёгтя и охотой.
В 1869 году в селе был построен Воскресенский винокуренный завод. При заводе работала мельница. Спирт производился из картофеля и зерна. На заводе работало до ста человек. Спирт и вино продавались от Иркутска до Якутии. В 1896 году завод принадлежал Д. М. Буйвид.
По данным 1902 года в селе был 191 дом с 1587 жителями, приходская школа, пункт участкового врача и фельдшера, аптека, почтовое отделение, камера мирового судьи, резиденция крестьянского начальника, винокуренный и маслобойный заводы. В 1910 году в Красном Яре появился первый телеграф. С установлением Советской власти в селе открыли контору по заготовке пушнины и управление Чикойскими золотыми приисками.

## Население
| 1902  | 1926  | 1939  | 1959  | 1970  | 1979  | 1989  |
| ----- | ----- | ----- | ----- | ----- | ----- | ----- |
| 1587  | ↘1409 | ↗2744 | ↗3845 | ↗4285 | ↗5461 | ↗6693 |
| 2002  | 2010  | 2012  | 2013  | 2014  | 2015  | 2016  |
| ↗7133 | ↘7063 | ↗7078 | ↘7032 | ↗7051 | ↗7093 | ↘7070 |
| 2017  | 2018  | 2019  | 2020  | 2021  |       |       |
| ↗7107 | ↘7064 | ↘7040 | ↘7019 | ↘6451 |       |       |

## Транспорт
Возле Красного Чикоя (6,2 км) пролегает трасса Баляга — Ямаровка (Р425).
До начала 1990-х годов функционировал аэропорт. С 19 мая 2015 года возобновлено авиационное сообщение с Читой и Иркутском

## Промышленность
В Красном Чикое действуют старательские золотодобывающие артели, лесхозы, сельскохозяйственные организации и кооперативы.

## Образование и культура
Красночикойский колледж создан в 1973 году как филиал Балягинского ГПТУ № 8, преобразованного затем в самостоятельное учебное заведение с годичным сроком обучения. Работают также музей, школа и культурный центр.